# Слика Доријана Греја (амерички филм из 1915)
Слика Доријана Греја (енгл. The Picture of Dorian Gray) је амерички неми филм из 1915. године, режисера Јуџина Мура, заснован на истоименом роману Оскара Вајлда. Продуцирала га је њујоршка компанија Thanhouser Film Corporation, а насловну улогу у филму тумачи Харис Гордон, док су у споредним улогама Хелен Фултон, Хауард Хикман и В. Реј Џонстон.
Конгресна библиотека је до данашњег дана сачувала једну копију оригиналног филмске траке, а већи део филма може се погледати у дигиталном облику на Јутјубу.

## Радња
Доријан Греј је заљубљен у опскурну глумицу која игра шекспировске улоге у једном мањем позоришту. Пошто јој се једно време удварао издалека, коначно је скупио храброст да би се упознао са њом, и брзо придобио љубав простодушне девојке. Једне вечери изјавио јој је своју љубав и она је радо пристала да се уда за њега. Следеће вечери Доријан је поново био у позоришту, овога пута у пратњи пријатеља Базила Холварда и лорда Хенрија Вотона. Доријан им је рекао да је глумица вредна дивљења, али те ноћи се њена глума показује као ужасно осредња, у ствари толико лоша да ју је публика извиждала са позорнице. Бесан, Доријан је изненада напустио своје пријатеље и отишао иза сцене. Тамо, она му говори да никада више неће глумити добро, јер ју је његова љубав научила „празности, лажи, и глупости празног глумљења”. Доријан је одбацује од себе са прекорима и љутито јој говори да је убила његову љубав, и одлази рекавши да је никада више неће видети.
Наредног дана је једном приликом доконо гледао у свој портрет, који је Базил насликао, приметивши да то није била иста слика; на уснама се осећао дашак суровости. Одлучује да сакрије слику на тавану свог дома. Како су године одмицале, он се све више одавао пороцима, физички се не мењајући. Једном приликом је Базил тражио да погледа његову слику, али га је бесан Доријан избацио из собе где ју је сакрио. Доријан је, полудео због све већег пропадања изгледа сопственог портрета, узео нож и забоо га у слику. Зачуо се ужасан крик, и када су Базил и слуга развалили врата, нашли су Доријанов портрет онаквим каквим га је Базил насликао пре толико година, у свом чуду његове изузетне младости и лепоте. На поду је лежао мртав човек, са ножем у срцу. Био је наборан и одвратног лица, на руци носећи Доријанов прстен.

## Улоге
- Харис Гордон као Доријан Греј
- Хелен Фултон као Евелин
- Хауард Хикман као Базил Холвард
- В. Реј Џонстон као лорд Хенри Вотон
- Морган Џоунс
- Клод Купер
- Артур Бауер
- Н. С. Вудс